# Aaron Hughes
Aaron William Hughes (* 8. November 1979 in Cookstown) ist ein ehemaliger nordirischer Fußballspieler. Der langjährige Kapitän der nordirischen Nationalmannschaft, der neben seiner bevorzugten Position in der Innenverteidigung auch als Außenverteidiger oder im Mittelfeld eingesetzt wurde, war bekannt für seine äußerst faire Spielweise, mit der er sich nur selten eine gelbe und bis dato noch keine rote Karte eingehandelt hat. Nach seinem sportlichen Durchbruch zum Ende der 1990er Jahre bei Newcastle United, wo er bis zum Sommer 2005 über 200 Ligaspiele bestritt, spielte er nach einem zweijährigen Intermezzo bei Aston Villa ab Juli 2007 in London für den FC Fulham und den Queens Park Rangers. Ab 2014 stand er bei Brighton & Hove Albion unter Vertrag, und seit 2015 beim Melbourne City FC in Australien. Größter Erfolg war für Hughes 2010 das Erreichen des Endspiels in der Europa League.

## Profikarriere

### Im Verein

#### Newcastle United (1997–2005)
Hughes spielte seit dem Alter von zwölf Jahren für die Portadown Boys, fuhr dazu jede Woche zum Training in die „Zweigstelle“ der Jugendakademie von Manchester United („School of Excellence“) nach Belfast und war danach für den Lisburn Youth Club und später Coagh United aktiv. Entdeckt wurde er schließlich beim sogenannten Milk Cup, als er mit der Mannschaft einer christlichen Jugendorganisation (Boys' Brigade) gegen Newcastle United antrat.
15-jährig war Hughes fortan Bestandteil der Nachwuchsabteilung der „Magpies“ und bereits vor Beginn der Saison 1997/98 kam er in einem Turnier in Irland erstmals in der A-Mannschaft zum Einsatz. Sein Pflichtspieldebüt geriet zur „Feuertaufe“, als er am 26. November 1997 gegen den FC Barcelona (0:1) im Camp Nou eingewechselt wurde und bis zum Ende der Spielzeit hatte er insgesamt acht Einsätze vorzuweisen, davon war er vier Mal in der Startelf. Auffällig war schon früh seine Flexibilität, die ihm ermöglichte, trotz augenfälliger Präferenz für den Innenverteidigerposten ein gutes Spiel als Außenverteidiger im Ligapokal gegen den erfahrenen englischen Nationalspieler Steve McManaman vom FC Liverpool abzuliefern. Sukzessive arbeitete er sich mit selbstbewussten und reif wirkenden Darbietungen in die erste Mannschaft vor, nachdem er die Saison 1998/99 zunächst in der Reservemannschaft und der U-19-Auswahl begonnen hatte. Zwischen November 1998 und Januar 1999 verteidigte er seinen Platz in der A-Mannschaft, fand sich danach wieder auf der Ersatzbank wieder, bevor er im siegreichen FA-Cup-Halbfinale gegen Tottenham Hotspur (2:0) unverhofft den verletzten Steve Howey vertreten musste.
Obwohl er mittlerweile er in der nordirischen Nationalmannschaft zur Stammkraft aufgestiegen war, gestaltete sich der Kampf um einen regulären Platz in Newcastle als ungleich komplizierter. Hughes empfahl sich im November 1999 im UEFA-Pokal, als er vor der Viererkette Francesco Totti neutralisierte und wenige Tage später als Linksverteidiger in der Partie gegen Tottenham, in der er zum besten Spieler („Man of the Match“) ausgezeichnet wurde. Nach kurzer Rückkehr auf die Ersatzbank sorgte die Verletzung von Alessandro Pistone schließlich für Hughes’ Beförderung zum Stammspieler auf der linken Seite. Mit seinem ersten Ligatreffer gegen Sheffield Wednesday (8:0) war er zudem der bis dato jüngste Premier-League-Torschütze seines Klubs. Erst im Verlauf der Saison 2000/01, als sich Hughes endgültig etablierte, wechselte er auf seine bevorzugte Position im Defensivzentrum, zeigte seine Stärken in der Fähigkeit, „ein Spiel zu lesen“ sowie nach Abwehraktionen schnelle Gegenangriffe einzuleiten und unterzeichnete schließlich einen neuen Fünfjahresvertrag.
Im Verlauf der Spielzeit 2001/02 agierte er nach anfänglichen Partien im Abwehrzentrum und weiteren „Sonderbewachungen“, wie gegen Thomas Häßler im UI-Cup gegen den TSV 1860 München, zumeist als Rechtsverteidiger und war dabei ähnlich zuverlässig, wie auf der linken Seite. Erst als sich Andy Griffin im September 2002 auf der rechten Seite aufdrängte, verließ er den Posten wieder, spielte fortan zumeist wieder links und bekleidete gelegentlich den zentralen Bereich in und vor dem Abwehrzentrum. Im Oktober 2003 gewann er den Stammplatz von Griffin auf der rechten Seite zurück; zusätzlich fiel – wie bereits in den Vorjahren zuvor und auch später – seine außergewöhnlich faire Spielweise für einen Verteidiger auf, denn in 47 Pflichtspielen kassierte er lediglich eine gelbe Karte. Die Saison 2004/05 war Hughes’ letzte Spielzeit in Newcastle und verlief enttäuschend. Obwohl er weiter seinen festen Platz im nun von Graeme Souness trainierten Team hatte und seine Flexibilität unter Beweis stellte, endete die Runde enttäuschend auf Rang 14 und dazu musste sich der Nordire im April 2005 einer Leistenoperation unterziehen. Souness plante den Aufbau einer neuen Mannschaft letztlich ohne Hughes, der dann Ende Mai 2005 für 1,5 Millionen Pfund zu Aston Villa wechselte.

#### Aston Villa (2005–2007)
Bei den von David O’Leary trainierten „Villans“ war Hughes sofort Teil der Mannschaft und kam zumeist als rechter Außenverteidiger zum Einsatz. Dennoch fand er in Birmingham nicht dauerhaft sein Glück. Da Aston Villa in der Saison 2005/06 nur Platz 16 belegt hatte, musste O’Leary schon wieder gehen und unter Nachfolger Martin O’Neill verschlechterten sich seine Perspektiven sukzessive. Die Gründe lagen neben Verletzungsproblemen vor allem darin, dass ihm Leihspieler Phil Bardsley den Platz in der Mannschaft streitig gemacht hatte. So verließ er nach nur zwei Jahren den Klub vorzeitig in Richtung des FC Fulham, der eine Ablösesumme von einer Million Pfund zahlte.

#### FC Fulham (2007–2014)
Beim FC Fulham war für Hughes von Vorteil, dass er dort von seinem damaligen Nationaltrainer Lawrie Sanchez betreut wurde, der wiederum seine Vorzüge genau kannte. Nachdem eine Verletzung sein Debüt noch bis Mitte September 2007 hinausgezögert hatte, bildete Hughes fortan mit dem groß gewachsenen Norweger Brede Hangeland bei den „Cottagers“ die Innenverteidigung; zudem machte ihn Sanchez hinter Brian McBride direkt zum Ersatzkapitän. Nach einer schwierigen Saison mit einem knapp errungenen Klassenerhalt und Trainerwechsel zu Roy Hodgson bestritt Hughes mit Hangeland eine außergewöhnlich gute Spielzeit 2008/09. Die Abwehr ließ nur 34 Gegentore zu und verhalf dem Klub zu einem überraschenden sechsten Platz, der die Qualifikation für die Europa League mit sich brachte. Dort erreichte er knapp ein Jahr später das Endspiel gegen Atlético Madrid (1:2 n. V.), wobei er in dem Jahr insgesamt 56 Pflichtspiele bestritt – davon nur noch zwei als rechter Außenverteidiger. Im Dezember 2009 verlängerte er außerdem seinen Vertrag bis zum Ende der Saison 2012/13. Kurz zuvor hatte bereits Abwehrpartner Hangeland einen langfristigen Kontrakt unterzeichnet. In der darauf folgenden Saison 2009/10 spielte er in 34 Premier-League-Spielen und schaffte es mit seinem Team bis ins Finale der Europa League. Am 26. Dezember 2010 (19. Spieltag) schoss er bei einer 1:3-Niederlage gegen West Ham United sein erstes Tor für Fulham. Insgesamt spielte er in jener Saison in allen 38 Ligaspielen und insgesamt fünf Pokalspielen. Die Spielzeit 2011/12 beendete er mit 19 Ligaeinsätzen und fünf Europa-League-Qualifikationsspielen und fünf weiteren Endrunden-Spielen. In der Folgesaison kam er zu 24 Einsätzen in Englands höchster Spielklasse. Bis zur Winterpause 2013/14 kam er zu 13 Premier-League-Einsätzen für den FCF.

#### Zwei Kurzstationen in England (2014–2015)
In der Winterpausen verließ er Fulham und wechselte zum Zweitligisten Queens Park Rangers, die er zurück in die Premier League führen wollte. Sein Debüt gab er am 10. Februar 2014 (30. Spieltag), als er gegen Derby County, bei einer 0:1-Niederlage, in der Startelf stand. Bis zum Saisonende kam er noch in zehn weiteren Zweitligaspielen zum Einsatz und landete mit seinem Team auf Rang vier, womit man an den Aufstiegsplayoffs teilnahm und schließlich aufstieg. Für die gesamte Saison 2014/15 wechselte er jedoch zurück in die Championship zu Brighton & Hove Albion. Direkt am ersten Spieltag debütierte er gegen Sheffield Wednesday in der Startelf für Brighton. In der kompletten Saison 2014/15 kam er allerdings nur zu 10 Einsätzen in der Liga.

#### Ausklang in Australien, Indien und Schottland (2015–2019)
Im Juli 2015 wechselte er ablösefrei nach Australien, um in der A-League für den Melbourne City FC zu spielen. Erst am 6. Spieltag kam er zu seinem ersten Einsatz, wurde aber zur Halbzeit ausgewechselt. Zum Jahreswechsel stand er gegen Sydney FC erstmals 90 Minuten auf dem Platz und erzielte auch ein Tor, nach drei weiteren Partien fiel er jedoch wieder aus dem Kader und wurde nicht mehr berücksichtigt. Erst in der Finalserie kehrte er auf die Bank zurück, bei beiden Spielen der Melbourner kam Hughes aber nicht zum Einsatz. Daraufhin wechselte er wenig später in die Indian Super League zum Kerala Blasters FC. Bei den Indern war er sofort als Kapitän gesetzt und debütierte am 1. Oktober 2016 (1. Spieltag) gegen den NorthEast United FC. Sein erstes Tor für die Mannschaft schoss er gegen den FC Pune City bei einem 2:1-Heimsieg am 12. Spieltag. Die Spielzeit beendete er mit acht Einsätzen in der regulären Saison und drei weiteren in den Playoffs, wo man im Finale scheiterte. Im Januar 2017 wechselte er in die Scottish Premiership zum Heart of Midlothian FC. Bei einer 0:4-Niederlage gegen Celtic Glasgow debütierte er über die vollen 90 Minuten für seinen neuen Arbeitgeber. Bis zum Saisonende spielte er in acht Ligduellen, da er mehrere Spiele aufgrund einer Wadenverletzung verpasste. In der Saison 2017/18 spielte er in Haupt- und Meisterrunde zusammen 19 Mal und das einmal als Mannschaftskapitän. In der Folgesaison kam er wettbewerbsübergreifend lediglich siebenmal zum Einsatz. Anschließend beendete er im Alter von 39 Jahren seine aktive Laufbahn als Fußballprofi.

### Nordirische Fußballnationalmannschaft
Im selben Jahr, in dem Hughes zwei Länderspiele für die nordirische B-Nationalmannschaft bestritt, kam er am 25. März 1997 zu seinem Debüt im A-Team. Noch vor Ablauf der Saison 1997/98 trat er in insgesamt drei Länderspielen gegen die Slowakei (1:0), die Schweiz (1:0) und per Einwechslung in Spanien (1:4) an, obwohl er gerade einmal ein Handvoll Pflichtspiele in der ersten Mannschaft von Newcastle United bestritten hatte. In der Folgezeit kämpfte er sich kontinuierlich in die Mannschaft und war als Außenverteidiger in vier von zehn Qualifikationsspielen für die Euro 2000 mit dabei – dazu hatte sich im August 1999 ein Duell mit Weltmeister Französische Fußballnationalmannschaft (0:1) gesellt.
Das Kapitänsamt übte Hughes erstmals am 17. April 2002 gegen Spanien (0:5) aus, und seit 2003 ist er dauerhaft mit dieser Funktion betraut. Im Gegensatz zu den Wechselspielen in den Vereinen ist Hughes seitdem zumeist in der Innenverteidigung gesetzt, wobei mit Chris Baird ein Kollege aus Fulham mit ihm in der Defensive agiert, der ihn zudem im Notfall als Kapitän vertritt. Obwohl sich Hughes in der über ein Jahrzehnt andauernden Nationalmannschaftskarriere nie für die Endrunde einer Welt- oder Europameisterschaft qualifizieren konnte, führte er die Mannschaft zwischen 2005 und 2007 gegen England (1:0), Spanien (3:2) und Schweden (2:1) zu Achtungserfolgen in Pflichtspielen. Am 10. August 2011 gelang ihm in seinem 77. Länderspiel gegen die Färöer (4:0) sein erstes Tor für die nordirische A-Nationalmannschaft.
In der Qualifikation für die EM 2016 kam er in vier Spielen zum Einsatz und trug dazu bei, dass sich Nordirland erstmals nach 30 Jahren wieder für ein großes Fußballturnier und zum ersten Mal überhaupt für eine EM-Endrunde qualifizieren konnte. Am 18. Mai 2016 wurde er von Teammanager Michael O’Neill in den vorläufigen Kader mit 28 Spielern für die EM-Endrunde berufen, obwohl er seit dem 25. Januar 2016 kein Ligaspiel mehr bestritten hatte. Er wurde dann auch für den endgültigen EM-Kader nominiert.
Am 4. Juni kam er im EM-Vorbereitungsspiel gegen die Slowakei 30 Jahre nach dem Karriereende von Torwartlegende Pat Jennings als zweiter nordirischer Nationalspieler und als erster nordirischer Feldspieler zu seinem 100. Länderspiel.
Bei der EM saß er im ersten Spiel beim 0:1 gegen Polen nur auf der Bank, ab der zweiten Partie gegen die Ukraine rückte er in die erste Elf auf und bestritt drei Turnierspiele über die volle Spielzeit. Das Team erreichte das Achtelfinale, das gegen Wales verloren wurde.